# ベニアミノフ山
座標: 北緯56度11分53秒 西経159度23分27秒 / 北緯56.19806度 西経159.39083度

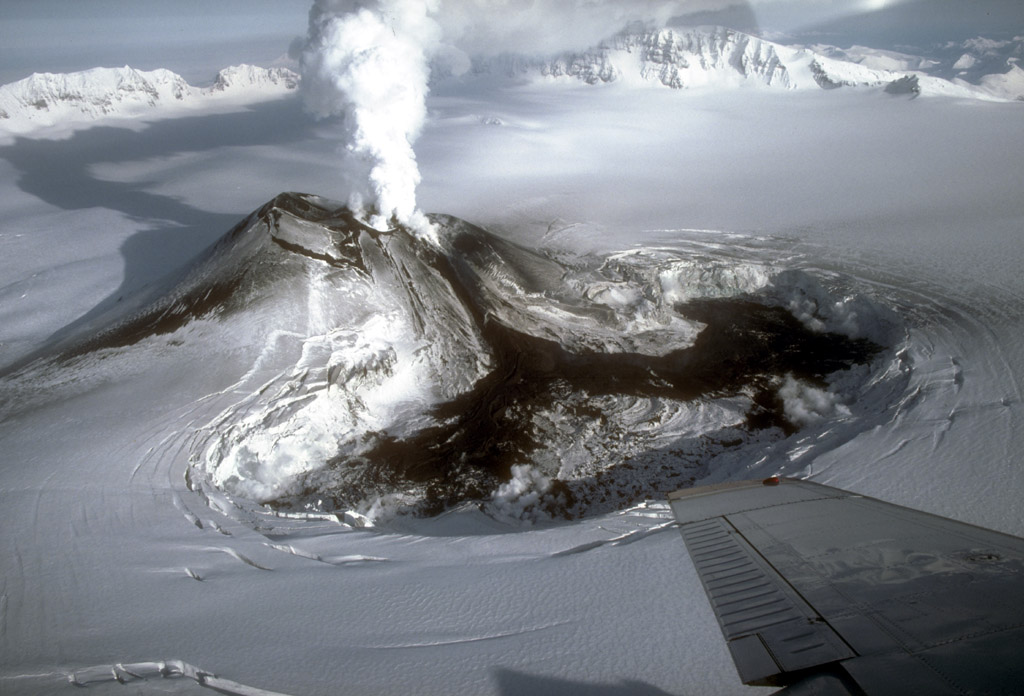
噴煙を上げているベニアミノフ山。なお、写真の隅には外輪山の一部が見えている。つまり、その内側がベニアミノフ山のカルデラであり、そこに雪や氷が溜まっているのも見て取れる。

ベニアミノフ山（英語、Mount Veniaminof）とは、北アメリカ大陸の北西端部のアラスカ半島の中部に存在する、現在も活発な活動を続けている成層火山である。また、過去に火山爆発指数6の大噴火を起こした火山ともされている。なお、山頂の標高は約2500mであり、この付近に存在する山としては標高の高い部類に入る。

## 概要
ベニアミノフ山は、おおよそ北緯56度11分54秒、西経159度23分28秒付近に位置しており、この場所はアメリカ合衆国のアラスカ州のレイクアンドペニンスラ郡に属している。
この付近は、現在太平洋プレートが北アメリカプレートの下に沈み込んでいる場所（アリューシャン海溝）に近く、環太平洋造山帯に属する地域である。一般に地球上のこのような場所は活火山が多いことで知られており、やはりこの山の周辺にも活火山が存在し、そしてこの山もまた活火山である。
記録が残っている1830年以降だけで何度も噴火を起こしており、最近では2013年6月13日に噴火し、同年の10月まで噴火を続けた。
また、紀元前1750年頃には、火山爆発指数6の巨大噴火を起こしたとされている。この巨大噴火の結果、この山にはカルデラが形成された。そして、その後にも起こった数々の噴火によって、このカルデラの中には、新たな噴出物が溜まって山になっている。なお、現在このカルデラの中には大量の氷も溜まっており、噴火などが原因でカルデラが崩れたりした場合、洪水などを引き起こす可能性も指摘されている。ここまで説明してきたように、この場所は現在でも地殻変動が激しく起こっている場所である上に、火山活動も活発な山なので、その標高は変化する可能性が充分に考えられるのものの、2014年現在の標高は2507mであるとされている。ちなみに、この2507mという標高は、このアラスカ半島に存在する山としては高い部類に入る。

## 山の名称の由来
この山の名称は、キリスト教の関係者であるイオアン・ベニアミノフの姓を取ったもので、1849年には、すでに「ベニアミノフ」の名が付けられていたとするコンスタンティン・グレウィンク（Constantin Grewingk）による記述が残っている。